# 1967-es Formula–1 monacói nagydíj
Az 1967-es Formula–1 világbajnokság második futama a monacói nagydíj volt, 1967. május 7-én Monte-Carlo szűk utcáin zajlott.

## Futam
Lorenzo Bandini a pénteki edzésen összetörte autóját, a szerelők egész éjjel dolgoztak rajta. Brabham, Bandini és Surtees indult az első három helyről.
A futamon Bandini az első sorból kilőtt, a többiek szinte állva maradtak. Motorjából folyt az olaj, végig folyt a pályán, a kikötői S-kanyar életveszélyesé vált, Jim Clark, McLaren és Siffert meg is csúsztak rajta. Clark kétszer a pálya szélének ütközött, rajta kívül Stewart, Rindt, Siffert, Surtees, Courage is kénytelen volt feladni a versenyt. Hulme vezetett, Bandini a harmadik helyen követte, a 82. körben a kikötőnél autója megcsúszott, kigyulladt, a versenyzőt három percig nem tudták kimenteni a lángokból. Tévénézők milliói látták a tragédiát. Bandini három nap múlva belehalt sérülésébe.
Denis Hulme első nagydíját nyerte.
| Helyezés | #  | Versenyző            | Csapat/Motor    | Futott körök | Idő/Kiesés oka   | Rajthely | Pontszám |
| -------- | -- | -------------------- | --------------- | ------------ | ---------------- | -------- | -------- |
| 1        | 9  | Denny Hulme          | Brabham-Repco   | 100          | 2:34:34,3        | 4        | 9        |
| 2        | 14 | Graham Hill          | Lotus-BRM       | 99           | + 1 kör          | 8        | 6        |
| 3        | 20 | Chris Amon           | Ferrari         | 98           | + 2 kör          | 14       | 4        |
| 4        | 16 | Bruce McLaren        | McLaren-BRM     | 98           | + 3 kör          | 10       | 3        |
| 5        | 11 | Pedro Rodríguez      | Cooper-Maserati | 96           | + 4 kör          | 16       | 2        |
| 6        | 5  | Mike Spence          | BRM             | 96           | + 4 kör          | 12       | 1        |
| Kiesett  | 18 | Lorenzo Bandini      | Ferrari         | 81           | Végzetes baleset | 2        |          |
| Kiesett  | 6  | Piers Courage        | BRM             | 64           | Kipördülés       | 13       |          |
| Kiesett  | 12 | Jim Clark            | Lotus-Climax    | 42           | Felfüggesztés    | 5        |          |
| Kiesett  | 7  | John Surtees         | Honda           | 32           | Motorhiba        | 3        |          |
| Kiesett  | 17 | Jo Siffert           | Cooper-Maserati | 31           | Olajnyomás       | 9        |          |
| Kiesett  | 4  | Jackie Stewart       | BRM             | 14           | Differenciál     | 6        |          |
| Kiesett  | 10 | Jochen Rindt         | Cooper-Maserati | 14           | Váltó            | 15       |          |
| Kiesett  | 23 | Dan Gurney           | Eagle-Weslake   | 4            | Benzinpumpa      | 7        |          |
| Kiesett  | 2  | Johnny Servoz-Gavin  | Matra-Ford      | 4            | Befecskendező    | 11       |          |
| Kiesett  | 8  | Jack Brabham         | Brabham-Repco   | 0            | Motorhiba        | 1        |          |
| NK       | 15 | Bob Anderson         | Brabham-Climax  |              | Nem kvalifikált  |          |          |
| NK       | 1  | Jean-Pierre Beltoise | Matra-Ford      |              | Nem kvalifikált  |          |          |
| NK       | 22 | Richie Ginther       | Eagle-Climax    |              | Nem kvalifikált  |          |          |

### Statisztikák
Vezető helyen:
- Lorenzo Bandini : 1 (1)
- Denny Hulme : 90 (2-5 / 15-100)
- Jackie Stewart : 9 (6-14)

Denny Hulme 1. győzelme, Jack Brabham 10. pol pozíció , Jim Clark 24. (R) leggyorsabb köre.
- Brabham 7. győzelme.

Jean-Pierre Beltoise és Johnny Servoz-Gavin első, Richie Ginther utolsó versenye.